# Piletocera ochrosema
Piletocera ochrosema là một loài bướm đêm trong họ Crambidae.